# Harold French
Harold French (Londra, 23 aprile 1897 – Londra, 19 ottobre 1997) è stato un regista, sceneggiatore, attore e produttore cinematografico inglese.

## Biografia
Tra il 1920 e il 1936 lavorò come attore, apparendo in quasi trenta film, mentre alla fine degli anni trenta scrisse le sceneggiature dei film Arrivano i gangsters (1936), Accusata (1936) e Per la sua donna (1937), prodotti da Marcel Hellman e i primi due con Douglas Fairbanks Jr.; nel 1937 passò invece alla regia. Tra il 1940 e il 1955 diresse molti film che ebbero un gran successo al botteghino, come Missione segreta (1942), Adamo ed Evelina (1949), di cui fu anche il produttore, Trio (1950), Gigolò e Gigolette (1951) e Illusione (1952).
Si ritirò dalla regia nel 1963, dopo aver diretto due episodi della serie televisiva The Sentimental Agent. Morì nel 1997 all'età di 100 anni.

## Vita privata
Harold French era sposato con Phyllis, la quale morì nel 1941 durante il bombardamento dell'Inghilterra da parte della Luftwaffe.

## Filmografia parziale

### Regista
- Dead Men are Dangerous (1939)
- The House of the Arrow (1940)
- The Day Will Dawn (1940)
- Missione segreta (Secret Mission) (1942)
- Unpublished Story (1942)
- Dear Octopus (1943)
- Passioni (Quartet) (1948) con Ken Annakin, Arthur Crabtree e Ralph Smart
- Adamo ed Evelina (Adam and Evelyne) (1949)
- Trio (1950) con Ken Annakin e Pat Jackson
- Gigolò e Gigolette (Encore) (1951) con Pat Jackson e Anthony Pelissier
- Illusione (The Man Who Watched the Trains Go By) (1952)
- Isn't Life Wonderful! (1953)
- Rob Roy, il bandito di Scozia (Rob Roy, the Highland Rogue) (1953)
- Il marchio del cobra (Forbidden Cargo) (1954)
- L'uomo che amava le rosse (The Man Who Loved Redheads) (1955)

### Attore
- Zuster Brown, regia di Maurits Binger (1921)
- Jealousy, regia di G.B. Samuelson (1931)
- How's Chances?, regia di Anthony Kimmins (1934)
- Two on a Doorstep, regia di Lawrence Huntington (1936)

### Sceneggiatore
- Accusato (Accused), regia di Thornton Freeland (1936)
- Arrivano i gangsters (Crime Over London), regia di Alfred Zeisler (1936)
- Per la sua donna (Jump for Glory), regia di Raoul Walsh (1937)

### Produttore
- Accadde a Praga (The Blind Goddess) (1948)
- Adamo ed Evelina (Adam and Evelyne) (1949)